# Боровский, Станислав Казимирович
Станислав Казимирович Боровский (20 февраля 1914, Лысовка, Хмельницкая область — 16 января 1985, Владивосток) — помощник командира взвода роты автоматчиков 205-го гвардейского стрелкового Краснознамённого полка (70-я гвардейская стрелковая Глуховская ордена Ленина, дважды Краснознамённая, орденов Суворова, Кутузова и Богдана Хмельницкого дивизия, 101-й стрелковый Львовский ордена Суворова корпус, 38-я армия, 4-й Украинский фронт), гвардии старший сержант, участник Великой Отечественной войны, кавалер ордена Славы трёх степеней.

## Биография
Родился 20 февраля 1914 года в селе Лысовка ныне Ярмолинецкого района Хмельницкой области (Украина) в крестьянской семье. Украинец. В 1927 году окончил 4 класса. Переехал в город Сталино (ныне Донецк, Украина). Работал на шахте в посёлке Рутченково.
С 1936 по 1939 год проходил действительную срочную службу в Красной Армии. Повторно призван в начале марта 1944 года. С 14 марта 1944 года в действующей армии. Воевал на 1-м и 4-м Украинских фронтах. Принимал участие в Проскуровско-Черновицкой, Львовско-Сандомирской, Карпатско-Дуклинской, Западно-Карпатской и Моравско-Остравской наступательных операциях. В боях дважды был ранен.
В ходе Карпатско-Дуклинской наступательной операции командир отделения 205-го гвардейского стрелкового Краснознамённого полка (70-я гвардейская стрелковая дивизия, 38-я армия, 1-й Украинский фронт) гвардии старший сержант Боровский С. К. в октябре 1944 года юго-западнее населённого пункта Кросно (ныне Подкарпатское воеводство, Польша) с отделением умело атаковал противника, вынудил его отступить с занимаемого рубежа. При отражении контратаки лично поразил до отделения гитлеровцев.  Командиром полка представлен к награждению орденом Красной Звезды.
Приказом командира 70-й гвардейской стрелковой дивизии гвардии генерал-майора Гусева И. А. 14 ноября 1944 года гвардии старший сержант Боровский Станислав Казимирович награждён орденом Славы 3-й степени.
В ходе Западно-Карпатской наступательной операции 15 января 1945 года при овладении селом Дембовец (ныне Ясленский повят Подкарпатского воеводства, Польша) С. К. Боровский со своим отделением в числе первых ворвался в населённый пункт, лично огнём из автомата подавил пулемётную точку противника, обеспечив продвижение взвода. В последующем бою за село Юрчице (ныне гмина Скавина Краковского повята Малопольского воеводства, Польша) его отделение гранатами уничтожило огневую точку противника и взяло в плен 5 немецких солдат. За период наступления лично уничтожил 13 солдат противника и 12 взял в плен.
Приказом командующего 38-й армией от 9 марта 1945 года гвардии старший сержант Боровский Станислав Казимирович награждён орденом Славы 2-й степени.
В ходе Моравско-Остравской наступательной операции помощник командира взвода автоматчиков С. К. Боровский 16 апреля 1945 года в бою за населённый пункт Дальне Бенешов (13 км северо-западнее города Острава, Чехия) со своими подчинёнными ворвался в расположение противника, захватил пулемёт, истребил 7 гитлеровцев, 3 пленил. 8 мая 1945 года переправился со взводом через реку Морава, в числе первых вошёл в город Оломоуц (Чехия), взял в плен пулемётный расчёт и немецкого офицера.
Указом Президиума Верховного Совета СССР от 15 мая 1946 года за образцовое выполнение боевых заданий командования в боях с немецко-фашистскими захватчиками на завершающем этапе Великой Отечественной войны гвардии старший сержант Боровский Станислав Казимирович награждён орденом Славы 1-й степени. Стал полным кавалером ордена Славы.
В сентябре 1945 года демобилизован. Жил и работал в городе Владивосток.
Умер 16 января 1985 года. Похоронен на Морском кладбище Владивосток.

## Награды
- Полный кавалер ордена Славы:
  - орден Славы I степени (15.05.1946)[5];
  - орден Славы II степени (09.03.1945)[6];
  - орден Славы III степени (14.11.1944)[7];
- медали, в том числе:

- - «В ознаменование 100-летия со дня рождения Владимира Ильича Ленина» (6 апреля 1970)
  - «За победу над Германией в Великой Отечественной войне 1941—1945 гг.» (9 мая 1945[8])[9]

- - «За освобождение Праги» (9.6.1945)[10]
  - «20 лет Победы в Великой Отечественной войне 1941—1945 гг.» (7 мая 1965[11])
  - «30 лет Победы в Великой Отечественной войне 1941—1945 гг.»[12]

- - «30 лет Советской Армии и Флота»[13]
  - «40 лет Вооружённых Сил СССР»[14]
  - «50 лет Вооружённых Сил СССР» (26 декабря 1967[15])
- Знак «25 лет победы в Великой Отечественной войне» (1970)

## Память
- На могиле установлен надгробный памятник.
- Его имя увековечено в Главном Храме Вооружённых сил России, и навсегда запечатлено на мемориале «Дорога памяти»[16].